# Molophilus apricus
Molophilus apricus är en tvåvingeart som beskrevs av Alexander 1927. Molophilus apricus ingår i släktet Molophilus och familjen småharkrankar. Inga underarter finns listade i Catalogue of Life.